# ام‌اس استکهلم (۱۹۴۱)
ام‌اس استکهلم (۱۹۴۱) (به انگلیسی: MS Stockholm (1941)) یک کشتی بود که طول آن ۱۹۴٫۶۱ متر (۶۳۸ فوت ۶ اینچ) بود. این کشتی در سال ۱۹۳۸ ساخته شد.